# Беле (Республика Алтай)
Беле́ (Беля, Белё, Пеле — от южноалт.: рябина или тув.: подножье, подошва горы) — село в Улаганском районе Республики Алтай РФ. Знаменито мягким климатом, яблоневыми садами и живописными видами на озеро Телецкое и хребет Алтынту. Кордон Алтайского государственного заповедника.

## Расположение
Находится на высокой озёрной террасе на правом берегу Телецкого озера в долине ручья Барчик (территория Алтайского государственного заповедника). Административно входит в Челушманское сельское поселение. Транспортно доступно только по озеру, автомобильных дорог к нему нет.

## Климат
Среднегодовая температура достигает +7,5 °C, являясь максимальной для Западной Сибири, примерно соответствуя среднегодовой температуре лесостепной полосе Русской равнины между городами Харьков и Саратов. Переход средней суточной температуры воздуха через 0° в Беле наступает весной 25 марта, а осенью — 2 ноября. Безморозный период летом продолжается в среднем 124 дня (на 6 меньше чем в Москве). Ввиду частых тёплых фёнов (местное название — «верховка») из долины Чулышмана, годовая амплитуда колебаний температуры воздуха в Беле относительно невелика (66 градусов Цельсия), что идентично годовой амплитуде в приморской Керчи, сухой средиземноморский климат которой смягчают одновременно Чёрное и Азовское моря, и что также свидетельствует о невысоком уровне континентальности климата. Средняя температура января: −8,1 °C, июля: +17,1 °C. Среднегодовое количество осадков составляет 480 мм.  Максимум в 640 мм зафиксирован в 1967 г. Из-за частых фёнов, дующих до 150 дней в году глубоководное Телецкое озеро здесь замерзает редко и/или нерегулярно, помогая поддерживать относительно высокие температуры воздуха зимой. Большую часть года здесь преобладает сухая, ясная и относительно тёплая погода. Снега мало и он быстро сходит. Единственное место на Алтае, где регулярно плодоносит грецкий орех, успешно акклиматизированы абрикосы, виноград, яблони, груши и прочие садовые культуры юга европейской России.

### Ветровой режим
В посёлке имеется своя метеостанция. Ветры с юго-востока дуют в 40 % от общего числа наблюдений, с востока — в 17 %, с северо-запада — в 19 %. Штиль наблюдается в 26 % случаев.

## Инфраструктура
На берегу озера расположен одноимённый кордон Алтайского государственного заповедника: здесь живут и работают егеря и сотрудники озёрной станции. В годы Великой Отечественной войны и до 1948 года на белинской террасе по требованию государства сотрудники заповедника выращивали пшеницу.

## Динамика численности населения
| 2010 | 2011 | 2012 | 2013 | 2014 | 2015 | 2016 |
| ---- | ---- | ---- | ---- | ---- | ---- | ---- |
| 30   | →30  | →30  | ↘29  | →29  | ↗30  | →30  |

По переписи 2010 года мужское население (17 чел.) превышало женское (13 чел.)

### Национальный состав
По переписи 2002 года национальный состав был следующим: русские (68%) и алтайцы (21%).